# ファッション用語
ファッション用語（ファッションようご）は、ファッションに関する用語の一覧である。

## あ行
アウトドア系
「アウトドア」とは「野外の、戸外の」という意味。本来、荒野などで使うことを目的としたマウンテンパーカやトレッキングブーツなどを街で着こなすファッションを指す。
アウトレット
わずかに瑕疵がある品や余剰生産品などを、正規品よりも安い値段で売ること。そのような店で売られる品は「アウトレット品」、そのようなものを扱うモールは「アウトレットモール」と呼ばれる。
アキバ系
東京秋葉原でよく見かける、おたくのイメージに重ねられるファッション。擦り切れたネルシャツやスウェット、またはよれたTシャツをまとい、趣味の品を詰め込んだリュックやアニメショップの手提げ袋を持ち歩く、というイメージが典型的なもの。
アシンメトリー
直訳すると「非対称」。ファッションでは特に左右非対称という意味で使われることが多い。遊び心を感じる、少しエッジなデザインで、シャツやジャケットの裾、衿や袖などによく見られる。
アメカジ
アメリカ的な、明るく開放的なカジュアルスタイルのことで、「アメリカンカジュアル」を短縮した日本の俗称。アメリカの大学生をお手本にしたアイビールックなどが代表例。
ヴィンテージ
「ヴィンテージ」。元々はブドウが豊作の年に作られた極上のワインを指す。現代では年代物のアイテムを総称した意味。
ウオッシュド
ウオッシュドは単純に「洗いをかける」という意味。デニムによく用いられ、一度も洗いをかけない「ノンウオッシュ」、一度、洗いをかけた「ワンウォッシュ」、石と一緒に洗いをかけた「ストーンウオッシュ」などバリエーション豊か。
裏原宿
日本にあるファッション情報の発信地の一つ。東京都渋谷区神宮前周辺の俗称である。藤原ヒロシが流行の仕掛け人として知られる。
エスニック系
民族服の特徴を取り入れたスタイル。ヨーロッパ、アフリカ、東南アジア、アメリカ・インディアンなど多様なイメージを取り入れている。
エモ
アシンメトリーの髪型、細身のシャツやボトムス、またはパーカーなどを特徴とするファッション。エモ・ファッション。男性でも化粧をすることが多く、ゴシック・ファッションや日本のヴィジュアル系の影響を受けている。
オートクチュール
フランス語で「特注の仕立て服」のこと。いわゆるオーダーメイドであるが、ファッション業界内では通常、「サンディカ」と呼ばれるパリの高級服専門の組合に所属している店の商品のことをいう。
また、パリとローマで1月と7月に開催されている「オートクチュール・コレクション」は、サンディカに所属するメンバーと、その他の少数のメゾンにしか発表が許されていないファッションショーである。
お姉系
お姉系とは女性ファッションの傾向のひとつである。ややコンサバでありつつギャルの要素も取り入れ、基本的に女性らしさを強調したスタイル。
お兄系
お兄系とは男性ファッションの傾向のひとつである。ワイルド感のあるカジュアルスタイルと、セクシーなモードスタイルを融合させたファッション。ギャル男を卒業したあとに、比較的フォーマルなお兄系スタイルとなる人が多い。

## か行
カジュアル
「フォーマル」の対義語で、形式にこだわらない堅苦しくないスタイル。
ガーリー系
女の子らしさを意識したスタイル。
川上
原材料である綿などから商品の材料となる生地や糸を製造する段階。素材メーカー、テキスタイルメーカー、織物・染色業者などがこの段階に入る。
川中
糸や生地から衣服を製品として製造するアパレルメーカーや、そのほか、服飾製品の製造業を指す。
川下
アパレルメーカーなどによって製造された製品を、商品として店頭に並べ販売する小売業を指す。
グランジ
1990年代前半に流行したグランジ・ロックから派生したファッション。グランジ・ファッション。着古したシャツやスニーカー、穴のあいたジーンズがポイント。当時のアメリカ合衆国の若者服が原型になっている。
きれいめ
主にコンサバな男性ファッションをさす。きれいめ系。全体的に細身にまとめるのが特徴で、清潔感を重視したスタイル。スタンダードで上質なアイテムが好まれる。
ゴシック系
ドイツで発祥。ゴシック・メタル等の音楽から生まれたサブカルチャーのスタイル。ゴシック・ファッション。蝙蝠・十字架・コフィン（棺桶）などのモチーフが特徴的。

## さ行
サロン系
男性ファッションの一種。「美容師系」ともいう。理美容師を読者層とした雑誌『CHOKi CHOKi』の読者モデルの呼び名から「おしゃれキング系」と呼ばれたりする。全体的にフェミニンで装飾的な傾向があり、重ね着、アクセサリーの多用などが特徴。
ストリートファッション
ストリートファッションとはデザイナーやアパレル企業がつくり出すファッションではなく、それぞれの時代・社会や文化を背景に、街に集まる若者たちに実際に支持され、発信されるファッションのこと。
セレクトショップ
自社ブランドだけでなく、他のブランドをショップ独自のセンスで選んで扱っているショップ。主に海外のものを扱っている店のことを指す場合が多い。

## た行
ドメスティックブランド
国内のファッションブランドの意味。米国人にとっては米国ブランドがそれになる。ファッション雑誌で「ドメブラ」と略されたりする。ドメスティックブランドに対し、国外からの輸入ブランドをインポートブランドという。
トラッド
トラディショナル・スタイルの略。伝統的で正統派の男性のスタイル。米国系、ブリティッシュ系トラディショナルなどに、ときには日本独自のニュートラなども含めて呼ぶ総称。ブレザー、チェック柄のパンツ、ボタンダウンのシャツといった、伝統的なアメリカ東海岸風のファッションを指すことが多い。また、タータンチェック、キルトスカート、トレンチコートなどイギリス風のブリティッシュ・トラッドを指すこともある。（→ブリティッシュ系）

## は行
ハイファッション
（→モード系）
パンク系
1970年代後半にロンドンで巻き起こったパンクムーブメントとともに生まれ育ったスタイル。パンク・ファッション。引き裂いたTシャツ、鋲打ちのジャケットやチェーンなどのアイテムがよく用いられ、安全ピンやカミソリをアクセサリー代わりに用いるなど、反逆性を強調する。
ヒップホップ系
ヒップホップという音楽やライフスタイルは以前からあるが、特に1990年代以降ラップミュージックの流行とともに台頭してきたスタイル。ゆえにラッパースタイルなどとも言う。Tシャツまたはタンクトップ、オーバーサイズのスエット、極端に太いボトムス（日本での俗称・ダボパン）、野球帽などが主要アイテム。日本で近年とみに氾濫している腰パンもヒップホップの亜流であるという見方もある。
ファストファッション
その時点でのファッショントレンドの内容をいち早く取り込みながらも、普通に着用できるリアルクローズとして低価格で提供する業態。2005年あたりから台頭した「H&M」や「ZARA」、「FOREVER21」などの世界的な規模（低価格・リアルクローズということで日本のユニクロと比較されるが、ユニクロよりも企業規模が大きい）の低価格衣料品チェーンを指して使われることが多い。さしずめ、ファストフードの衣料品版ともいえる。
フォーマル
タキシードやモーニングコートといった正装とみなされる礼服。背広など略礼服も含めることがある。
ブリティッシュ系
伝統的なイギリス式ライフスタイルを指し、服装においてはアーガイルやタータンといった伝統的な柄やツィード素材などを特徴とする。
古着
一度商品として市場に出回り、買った人などがその所有権を放棄した服を、古着業者が回収して販売している物のこと。主に作られてから50年未満のものを指す。30年以上100年未満のものをヴィンテージと呼ぶ。
プレタポルテ
フランス語で「既製服」のこと。通常は一流のデザイナーがデザインを手掛け、仕立てた既製品にのみ当てはめられる言葉。
日本語で「コレクション」と呼ばれるファッションショーがあり、2月から4月、9月から12月までの間に、東京、ニューヨーク、ロンドン、ミラノ、パリの順で開催されている（東京コレクション、ニューヨーク・コレクション、ロンドン・コレクション、ミラノ・コレクション、パリ・コレクション）。
ファッションブログ
ファッションに特化した記事を投稿するブログ。投稿する人のことをファッションブロガーとも言う。

## ま行
マネキン買い
マネキン買いとは、お店が全身コーディネートした服を、一式購入する買い方。失敗しない服の買い方のひとつ。
ミリタリー系
ミリタリーとは「軍の、軍隊の」という意味で、ファッションでは軍服テイストを取り入れたスタイルをいう。機能的でありながらもスタイリッシュさを重視したアイテムが多い。
メゾン
フランス語で「家、建物」の意であるが、ファッション業界では会社、または店などの意味で使われる。特に「オートクチュールの店」のことを「メゾン・ド・クチュール（maison de couture）」という。
モード系
モード系とはグレードの高い、トレンドを作り出すハイファッションを指すのが一般的。デザイナーが打ち出す新作や、コレクションに参加しているブランドの服を指す場合もある。
モノトーン
モノトーンとは、単一色の濃淡や明暗で表現することをいう。ファッションでは黒・白・グレーなど無彩色だけで構成されることをいう。
モッズ
モッズとは1950年代から1960年代にかけてイギリスで流行したファッションスタイル。三つボタンのジャケット、ローファー、細身のパンツといったアイテムが好まれる。

## ら行
リアルクローズ
アート色の強い日常離れした服に対して、一般的に普段着として着られるような服。それまでデザイナーが作ってきた流行ではなく、人間が着ているだろう服を想定し、より消費者に近いファッションの発信をしようと1990年代初頭に大きな動きとなった。2000年ごろからはファストファッションとも結びつき、「H&M」や「ZARA」などの世界的な衣料品チェーン企業が興り始めた。
流行色
一時的に流行し、多くの人がファッションの中に取り入れる色のこと。
狭義には、国際流行色委員会（インターカラー）や日本流行色協会という公共団体が選定した色のことを指す。選定の1年後にファッション業界や出版社に流行色の情報が提供され、流行色を使った商品が生み出されていく。
ロック系
ロック系（ロッカーズ）とは1950年代に流行したロックミュージシャンたちの服装をストリートカジュアル化したスタイルのこと。革ジャンやスリムジーンズ、スタッズベルトといったアイテムが代表的である。後年パンク系やメタル系などへと分化してゆく元になる。
ロリータ
ロリータは日本で発祥したファッションで現代日本で見られる子供服、西洋で現れ始めた頃の子供服がモチーフとなっているスタイル。ロリータ・ファッション。レースやフリルを多用したデザインとパニエ等で膨らませたスカートが特徴的でヘッドドレスやボンネット等他のファッションでは見られない小物を使用する。

## 英数字
Aライン
Aラインとはその名のごとく、アルファベットのAの文字に似せた、裾広がりのシルエットラインのことを指す。1955年、クリスチャン・ディオールのコレクションで発表されて定着したノーブルシルエットのこと。
B系
B系とはヒップホップ系ファッションの男子を指す言葉。オーバーサイズのトップスと腰履きのたっぷりしたパンツスタイルが標準。ガスケット、ニットキャップや斜めに被ったキャップ、ファットなスニーカーがトレードマーク。
Iライン
Iラインとはその名のごとく、アルファベットのIの文字に似せた、トップスもボトムスもピッタリと身体にフィットするラインのこと。
V系
V系とはヴィジュアル系バンドを模倣したファッションのこと。男女ともに着られる。黒を基調とする服が中心で、エナメルブーツ、骸骨や十字架等のシルバーアクセサリー、チェーンなどを身につける事が多い。
Vライン
Vラインとはその名のごとく、アルファベットのVの文字に似せた肩周りにボリュームを持たせたトップスとボトムスで構成されたライン。
Xライン
Xラインとはその名のごとく、アルファベットのXの文字に似せたウエストのくびれを強調したスタイル。

## ファッション・アイテム分類表
洋服、アウターファッションの代表的なアイテム分類表（主にレディース）。
| 大分類項目         | 中分類項目                                                                                         |
| ------------------ | -------------------------------------------------------------------------------------------------- |
| シャツ・ブラウス   | ワイシャツ、ドレスシャツ、アロハシャツ、サファリシャツ、ボーカラーブラウス、スモックブラウス       |
| ニット・セーター   | クルーネックセーター、Vネックセーター、ハイネックセーター、レースアップセーター、ツインニット      |
| カット&ソー        | Tシャツ、ポロシャツ、トレーナー、キャミソール、タンクトップ、ラガーシャツ                          |
| スカート           | タイトスカート、フレアスカート、ギャザースカート、プリーツスカート、マーメイドスカート             |
| パンツ             | テーハードパンツ、ショートパンツ、ベルボトムパンツ、ジーンズ、スパッツ、カーゴパンツ               |
| ジャケット         | テーラードジャケット、ブレザージャケット、ペプラムジャケット、デニムブルゾン、ダウンジャケット     |
| ワンピース・ドレス | コートドレス、チャイニーズドレス、フォーマルドレス、エンバイアドレス、ベルテツドドレス             |
| スーツ             | パンツスーツ、カーディガンスーツ、ブルゾンスーツ、シャツスーツ、チュニックスーツ、タキシードスーツ |
| コート             | ピーコート、ラップコート、トレンチコート、ステンカラーコート、ケープ、ハーフコート、ダッフルコート |